# Eochaid Fiadmuine
Eochu Fíadmuine, anche Eochaid Fíadmuine (... – ...), è stato, secondo la leggenda e la tradizione storica irlandese medievale, re supremo d'Irlanda insieme al fratello o fratellastro Conaing Bececlach.
Prese il potere uccidendo il precedente sovrano supremo, Eochu Uairches. Eochu regnò sulla metà meridionale dell'Irlanda, Conaing su quella del nord. 
Diverse sono le teorie sulla loro discendenza:
- Secondo il Lebor Gabála Érenn riporta due versioni sulla loro discendenza[1]:
  - 1) sarebbero stati figli di Congal, figlio di Lugaid Cal dei Corcu Laigde della contea di Cork;
  - 2) Eochu sarebbe stato figlio di Congal e Conaing di Dui Temrach, figlio di Muiredach Bolgrach, ma avrebbero avuto la stessa madre, che sarebbe stata anche madre di Eochu Uairches;
- Goffredo Keating dice invece che erano entrambi figli di Dui Temrach[2];
- Gli Annali dei Quattro Maestri affermano che erano figli di Congal Coscarach, figlio di Dui Temrach[3].

Dopo alcuni anni, Eochu fu ucciso da Lugaid Lámderg, figlio di Eochu Uairches. Secondo il Lebor Gabála, Conaing mantenne però il potere nel nord, mentre Lugaid prese per sé il sud. Gli Annali dei Quattro Maestri affermano invece che Lugaid spodestò Conaing, impossessandosi di tutta l'Irlanda. 
Il Lebor Gabála sincronizza il regno di Eochu e Conaing con il regno di Artaserse I  (465-424 a.C.). Goffredo Keating data il suo regno dal 621 al 616 a.C., gli Annali dei Quattro Maestri dall'844 all'839 a.C.